# Soper River
Der Soper River ist ein etwa 106 km langer Fluss auf der zum kanadischen Territorium Nunavut gehörenden Baffininsel. Der Flusslauf liegt in der Region Qikiqtaaluk.

## Flusslauf
Der Soper River hat sein Quellgebiet auf einer Höhe von etwa 660 m im Nordwesten der Meta-Incognita-Halbinsel, 55 km westsüdwestlich von Iqaluit. Er fließt in überwiegend südlicher Richtung durch eine Tundra-Landschaft im Süden der Baffininsel. Er nimmt auf seinem Weg die Flüsse Joy River (rechts), Cascade River (links), Willow River (rechts) und Livingstone River (rechts). Der Fluss mündet 6,7 km nordnordöstlich von Kimmirut in den See Tasiujarjuaq (vormals Soper Lake). Dieser fließt über zwei sehr kurze Abflüsse in das Pleasant Inlet, eine Bucht an der Hudsonstraße. Der Mittel- und Unterlauf des Soper River verläuft größtenteils im Katannilik Territorial Park.
Der Soper River kann mit dem Kanu befahren werden.
Seit 1992 ist der Soper River, zusammen mit den Nebenflüssen Livingstone River und Joy River, ein Canadian Heritage River. Benannt ist der Fluss nach dem kanadischen Naturforscher Joseph Dewey Soper.

## Hydrometrie
Der Fluss ist im Winter und Frühjahr eisbedeckt. Etwa 11 km oberhalb der Mündung befindet sich der Abflusspegel 10UJ001 (⊙).
Im folgenden Schaubild werden die mittleren monatlichen Abflüsse des Soper River am Pegel 10UJ001 für den Messzeitraum 1994–1999 in m³/s dargestellt. Für den Monat Juni fehlen in der Statistik die Werte.

## Flora und Fauna
Im Tal befinden sich bis zu 3,6 Meter hohe Weidengebüsche, Zwergbirken und eine üppige Menge arktischer Wildblumen. Die Region um den Fluss ist Lebensraum von Karibus, Schneehühnern und Polarhasen. Die Inuit nutzen den Fluss seit Jahrtausenden als eine wichtige Nahrungsquelle und als Verkehrsweg.